# Cymbosema
Cymbosema là một chi thực vật có hoa thuộc họ Fabaceae. Nó thuộc phân họ Faboideae. Danh pháp đồng nghĩa là Dioclea.